# Phare de Saint-Jean-de-Luz
Le phare de Saint-Jean-de-Luz (feu aval) est  un phare  signalant l'entrée du port de Saint-Jean-de-Luz, dans le département des Pyrénées-Atlantiques.
Il a été construit en 1936 sur des plans de l'architecte André Pavlovsky, avec son jumeau le phare de Ciboure.
Le phare fait l’objet d’une inscription au titre des monuments historiques depuis le 8 octobre 1993.